# Santo André da Borda do Campo
Santo André da Borda do Campo de Piratininga fut le premier village européen de l'Amérique portugaise à ne pas se situer au littoral. Il était situé entre les plaines du plateau de Piratininga et les bois des collines de Paranapiacaba dans la Capitainerie de São Vicente. Il fut fondé probablement en 1550 par João Ramalho, sur les conseils du Père Leonardo Nunes. Élevé à la catégorie de vila par Tomé de Souza en 1553, et toujours sous la pression des attaques des natifs, le village finit, à la demande de Manuel da Nóbrega et sous les ordres du gouverneur-général Mem de Sá, par être fondu en 1560 avec São Paulo de Piratininga moins vulnérable et mieux localisée.
Bien que les actuelles villes de Santo André  et São Bernardo do Campo n'aient pas leur origine dans l'ancien village, ils considèrent que leur année de fondation est 1553 vu que leurs territoires recouvrent la région où se trouvait la vila. Le peuplement qui est à l'origine des actuelles cités de l'ABC ne commença à se développer qu'au XVIIIe siècle.

## Histoire

### Fondation
Après la fondation des vilas de São Vicente et du port de Santos, “João Ramalho, noble homme d'esprit guerrier et intrépide”, ayant déjà des fils mariés, rencontra Martim Afonso de Sousa quand celui-ci arriva à São Vicente. Martim Afonso lui concéda une sesmaria en 1531 dans l'île de Guaibe (Baie de Sepetiba, dans l'actuel Mangaratiba). Ce Ramalho, donc, avec l'aide de quelques Européens de la vila de São Vicente, fonda un nouveau village près des bois appelé Borda do Campo.
Mais le village n'eut pas la paix et souffrait des attaques continuelles des indiens Tamoios qui habitaient les rives du rio Paraiba. À cause de ces menaces, les Portugais fortifièrent le village de Santo André par une tranchée où ils construisirent quatre fortins dans lesquels ils installèrent de l'artillerie. Ces travaux furent tous payés par João Ramalho qui devint maire de ce village. 

### Crise et abandon
En juin 1560, Mem de Sá, gouverneur-général de l'État du Brésil, après son triomphe sur les Français de Villegagnon et sur les Tamoios détruisant la forteresse dans la baie de Rio de Janeiro, se recueillit à la vila de São Vicente.
Le père supérieur du collège des Jésuites, Manuel de Nobrega, demanda au gouverneur-général qu'il autorise le transfert des habitants de la vila de Santo André à São Paulo où les jésuites résidaient, vivant en bonne paix et amitié avec le chef Tibiriçá qui était déjà converti en prenant le nom de Martim Afonso Tibiriça ; ainsi fut fait et Piratininga devint la vila de São Paulo de Piratiningada de la Capitainerie de São Vicente.
Sur le transfert de la population de la vila de Santo André da Borda do Campo, il y a une autre version : partant de la vila de São Vicente, parcourant la vallée du Cubatão ou vallée du rio Mogí (nom plus ancien), les colonisateurs, dont João Ramalho, arrivèrent à cet endroit qui s'appelle aujourd'hui Vila de Paranapiacaba - partie haute. Dans ces environs, en un endroit qui ne fut pas retrouvé, il construisirent une série de maisons de pisé et torchis. Vu les attaques imminentes de la Confédération des Tamoios (parmi les confédérés il y avait les Carijos), les habitants de Santo André furent envoyés par le gouverneur-général à São Paulo de Piratininga. Cette Confédération des Tamoios disparut quand les Français furent expulsés du littoral nord de São Paulo et la population de Santo André put retourner à son village d'origine. Cependant, ils préférèrent rester dans la région du rio Tamanduateí, plaine inondable féconde qui augmentait le rendement de l'agriculture. Ainsi, on ne connaît pas la localisation exacte du noyau original, la végétation prit possession des maisons et effaça ses traces. On suppose qu'il se trouvait à un point du territoire des actuelles villes de São Bernardo do Campo ou Santo André.